# Valence (lingvistika)
Valence (vaznost) je schopnost určité lexikální jednotky (slova) vázat na sebe další závislé jednotky (větné členy).
Jedná se o jeden z klíčových termínů tzv. valenční syntaxe. Podle pojetí valenční syntaxe netvoří základ věty (tzv. základovou větnou strukturu) pouze holý podmět a holý přísudek. Schéma základové větné struktury závisí především na valenci přísudku – každý přísudek na sebe váže určitý počet větných členů, jimž předepisuje i jejich formu (především pád jmen). Věta tedy vzniká na základě valence slovesa stojícího v pozici přísudku.
Příklady:
- nevalenční – Prší.
- jednovalenční – Dítě spí.
- dvouvalenční – Pachatel se bojí potrestání.
- třívalenční – Milan mi vrátil knihu.

## Valenční potenciál
Všechny pozice, vytvářené valencí, nemusejí být nutně obsazeny, někdy mohou vyplývat z kontextu. Podle toho, zda příslušná pozice musí být obsazena nebo může zůstat nevyužita, se rozlišují:
- obligatorní pozice – ty, které musejí být obsazeny vždy: Otec ztratil hodinky.
- potenciální pozice – ty, které nemusejí být obsazeny:
  - základové – nemusejí být vyjádřeny, pokud vyplývají z kontextu, tvoří základovou větnou strukturu: Otec se dívá na syna. x Dívá se.
  - nezákladové (fakultativní) – nemusejí být vyjádřeny, rozvíjejí členy základové větné struktury: Znavený otec se nenápadně dívá z okna na svého syna.

## Základové větné struktury v češtině
V češtině rozlišujeme jedenáct základových větných struktur s několika podtypy. Základovou větnou strukturu tvoří:
- Přísudek: Prší. Hoří.
- Přísudek – podmět: Slunce svítí. Dítě spí.
- Přísudek – předmět: Došlo k výbuchu.
  - Podtyp přísudek – předmět – předmět: Zželelo se jim ho.
- Přísudek – příslovečné určení: V komíně hučí.
  - Podtyp přísudek – příslovečné určení – příslovečné určení: Ve sklepě páchne zatuchlinou.
- Přísudek – předmět – příslovečné určení: Nemocnému se daří lépe.
- Podmět – přísudek – předmět: Kouření škodí zdraví. Žák píše úkol.
  - Podtyp podmět – přísudek – předmět – předmět: Soud zprostil obžalovaného viny.
  - Podtyp podmět – přísudek – předmět – předmět – předmět: Učitel pověděl rodičům o dětech pravdu.
- Podmět – přísudek – doplněk: Otec se zdál unavený.
- Podmět – přísudek – předmět – příslovečné určení: Řidič zavezl auto do garáže.
- Podmět – přísudek – předmět – doplněk: Lékař uznal vojáka nemocným.
- Přísudek složený, varianty:
  - Přísudek jmenný se sponou: Otec je učitelem. Do města je daleko.
  - Přísudek s modálním slovesem: Všichni musejí čekat.
  - Přísudek s fázovým slovesem: Lidé zůstali stát.
  - Přísudek se slovesem kategoriálním: Skokan sbírá odvahu.

Tento relativně malý počet větných struktur tvoří základ veškerých možných výpovědí v češtině. Základové větné struktury se obměňují několika jednoduchými způsoby:
- rozvíjení větných členů: Unavený žák už dvě hodiny píše opomenutý domácí úkol.
- zmnožování větných členů na členy několikanásobné: Žák i jeho sestra píší slohovou práci a další domácí úkoly.
- záměna podmětu a předmětu, záměna aktivního a pasivního tvaru přísudku: Úkol je psán žákem.

## Další funkce valence
Kromě toho, že valence přísudku vymezuje, jaké větné členy na něj budou navázány, předepisuje jim také určitou formu. Slovesa určují, v jakém budou vázané větné členy pádě a s jakou předložkou, např.:
- přitížit se – předmět ve 3. pádě: Nemocnému se přitížilo.
- schylovat se – předmět ve 3. pádě s předložkou k: Schyluje se k večeru.